# Trichosilia geniculata
Trichosilia geniculata är en fjärilsart som beskrevs av Augustus Radcliffe Grote och Robinson 1868. Trichosilia geniculata ingår i släktet Trichosilia och familjen nattflyn. Inga underarter finns listade i Catalogue of Life.